# سنجاقک ناتالی
سنجاقک ناتالی (نام علمی: Zygonyx natalensis) نام یک گونه از تیره آسیابک‌های آب‌نشین است. این گونه در آنگولا، بوتسوانا، جمهوری کنگو، جمهوری دموکراتیک کنگو، ساحل عاج، اتیوپی، غنا، گینه، کنیا، مالاوی، موزامبیک، نامیبیا، نیجریه، آفریقای جنوبی، تانزانیا، اوگامدا، زامبیا، زیمبابوه، و احتمالأ بوروندی زیست می‌کند. زیستگاه طبیعیش نیز رودخانه است.